# B・E・A・T
BEAT（ビート）は、RADiO BERRY（エフエム栃木）で平日の昼間から夕方に放送されているラジオ番組である。2016年4月4日に放送開始。放送時間は毎週月曜 - 木曜 16:00-19:00。

## 概要
これまで月曜 - 木曜に放送された『RBZ』（金曜の『RBZfriday』に集約して継続）と『Join-T』の枠を統合してスタートした4時間ワイド番組。同局が平日夕方に4時間ワイドを設定するのは初となる。番組内では放送日の曜日を冠して「○曜ビート」（○ようビート）と呼ばれる。
なお、17:43 - 17:53は『SUZUKI No.1 Factory』（TOKYO FM制作、全国時差ネット）で一旦中断する。
2020年4月より、放送開始時間が前番組のB-BOX以来、約6年ぶりに16時に変更になった。
2021年4月より男性パーソナリティと女性パーソナリティのペアに加えてリポーターの3人体制から、パーソナリティ1人としリポーターもなしに変更された。

## パーソナリティ・リポーター
- 毎年4月に配置換えが行われ、4月第1週から翌年3月最終週までの1年間は基本固定配置。

★は『RBZ』から、☆は『Join-T』からスライド。
パーソナリティ(2024年4月現在)
| 曜日   | パーソナリティ |
| ------ | -------------- |
| 月曜日 | ベリーズ       |
| 火曜日 | ⭐︎岡田眞善     |
| 水曜日 | 山口あや       |
| 木曜日 | 永井塁         |

かつての担当曜日
| 2021年4月から2024年3月 | 2021年4月から2024年3月 | 2021年4月から2024年3月 |
| 曜日                   | パーソナリティ         |                        |
| ---------------------- | ---------------------- | ---------------------- |
| 月曜日                 | 水間有紀               |                        |
| 火曜日                 | ⭐︎岡田眞善             |                        |
| 水曜日                 | 井出文恵               |                        |
| 木曜日                 | 永井塁                 |                        |

| 2020年4月から2021年3月 | 2020年4月から2021年3月 | 2020年4月から2021年3月 | 2020年4月から2021年3月 |
| 曜日                   | 男性パーソナリティ     | 女性パーソナリティ     | リポーター             |
| ---------------------- | ---------------------- | ---------------------- | ---------------------- |
| 月曜日                 | ☆渡辺裕介              | 田村愛                 | 鈴木涼太               |
| 火曜日                 | 黒後聡介               | 花崎阿弓               | 水原りか               |
| 水曜日                 | ⭐︎岡田眞善             | 井出文恵               | 星野聡汰               |
| 木曜日                 | 永井塁                 | 山口あや               | 吉澤美菜               |

| 2019年4月から2020年3月 | 2019年4月から2020年3月 | 2019年4月から2020年3月 | 2019年4月から2020年3月 |
| 曜日                   | 男性パーソナリティ     | 女性パーソナリティ     | リポーター             |
| ---------------------- | ---------------------- | ---------------------- | ---------------------- |
| 月曜日                 | ☆渡辺裕介              | 榎本くるみ             | Rio                    |
| 火曜日                 | 黒後聡介               | 田村愛                 | ゆっきー               |
| 水曜日                 | 岡田眞善               | 高賀茂沙緒里           | 杏寿沙                 |
| 木曜日                 | 永井塁                 | 須賀由美子             | 山口あや               |

| 2018年4月から2019年3月 | 2018年4月から2019年3月 | 2018年4月から2019年3月 | 2018年4月から2019年3月 |
| 曜日                   | 男性パーソナリティ     | 女性パーソナリティ     | リポーター             |
| ---------------------- | ---------------------- | ---------------------- | ---------------------- |
| 月曜日                 | DJ Kei                 | くぼたあやの           | ゆっきー               |
| 火曜日                 | 黒後聡介               | 須賀由美子             | 杏寿沙                 |
| 水曜日                 | 岡田眞善               | 高賀茂沙緒里           | 山口あや               |
| 木曜日                 | 渡辺裕介               | 田村愛                 | 榎本くるみ             |

| 2017年4月から2018年3月 | 2017年4月から2018年3月 | 2017年4月から2018年3月 | 2017年4月から2018年3月 |
| 曜日                   | 男性パーソナリティ     | 女性パーソナリティ     | リポーター             |
| ---------------------- | ---------------------- | ---------------------- | ---------------------- |
| 月曜日                 |                        |                        |                        |
| 火曜日                 | ATOM                   | くぼたあやの           | 杏寿沙                 |
| 水曜日                 |                        |                        |                        |
| 木曜日                 |                        |                        |                        |

過去に出演していたパーソナリティ・リポーター
- DJ Kei(2019年3月まで月曜担当パーソナリティ)
- くぼたあやの（2019年3月まで月曜担当パーソナリティ、2018年3月までは火曜担当パーソナリティ）
- 榎本くるみ（2020年3月までは月曜担当パーソナリティ、2019年3月までは木曜担当リポーター）
- 黒後聡介（2018年4月から2021年4月まで火曜日担当パーソナリティ）
- 菅野未登利(火曜担当パーソナリティ)
- 安藤あいか(月曜担当リポーター)
- ATOM(2018年3月まで火曜担当パーソナリティ)
- 渡辺敏彦(木曜担当リポーター)